# 鶴見左吉雄

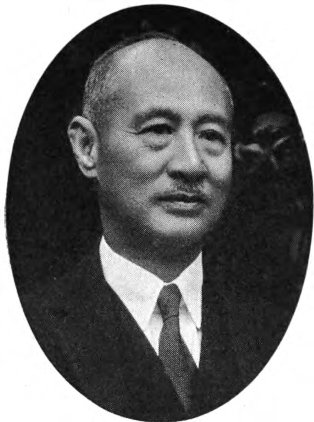
鶴見左吉雄

鶴見 左吉雄（つるみ さきお、1873年（明治6年）9月13日 - 1946年（昭和21年）12月17日）は日本の農商務官僚、実業家。

## 経歴
士族・鶴見有成の子として富山県に生まれる。1899年（明治32年）、東京帝国大学法科大学政治科を卒業し、高等文官試験に合格した。内務省に入省（配属先は地方局）。岩手県参事官、兵庫県参事官、三重県内務部長を歴任した。1908年（明治41年）、農商務書記官に転じ、外務書記官・製鉄所参事を兼ね、1917年（大正6年）に水産局長に就任。その後、山林局長、商務局長を経て、農商務次官に就任している。1918年（大正7年）には友人である三鬼鑑太郎の息子・隆に釜石の田中製鉄所を紹介し入社させる。
1924年（大正13年）、退官。1927年（昭和2年）より東京モスリン紡織株式会社（のち大東紡織株式会社に改称）社長を務めた。
その他、日本石油株式会社取締役、帝国発明協会副会長・会長、日満緬羊協会理事長、商業報国会会長、繊維産業協議会会長、商業組合中央会会長、商工組合中央金庫監事などを務めた。
戦後、公職追放となった。墓所は雑司ヶ谷霊園。